# Sant Miquèu (Alps de l'Alta Provença)
Sant Miquèu de l'Observatòri (en francès Saint-Michel-l'Observatoire) és un municipi francès situat al departament dels Alps de l'Alta Provença i a la regió de Provença – Alps – Costa Blava.

## Demografia
| Evolució de la població |      |      |      |      |      |      |      |       |
| 1793                    | 1800 | 1806 | 1821 | 1831 | 1836 | 1841 | 1846 | 1851  |
| 875                     | 857  | 882  | 934  | 973  | 986  | 999  | 949  | 1.014 |

| 1856  | 1861  | 1866 | 1872 | 1876 | 1881 | 1886 | 1891 | 1896 |
| ----- | ----- | ---- | ---- | ---- | ---- | ---- | ---- | ---- |
| 1.028 | 1.000 | 983  | 940  | 877  | 857  | 785  | 779  | 713  |

| 1901 | 1906 | 1911 | 1921 | 1926 | 1931 | 1936 | 1946 | 1954 |
| ---- | ---- | ---- | ---- | ---- | ---- | ---- | ---- | ---- |
| 701  | 706  | 656  | 581  | 515  | 460  | 374  | 420  | 387  |

| 1962 | 1968 | 1975 | 1982 | 1990 | 1999 | 2006 | 2011 | 2016 |
| ---- | ---- | ---- | ---- | ---- | ---- | ---- | ---- | ---- |
| 380  | 443  | 617  | 713  | 844  | 904  | -    | -    | -    |

| 2019 | - | - | - | - | - | - | - | - |
| ---- | - | - | - | - | - | - | - | - |
| -    | - | - | - | - | - | - | - | - |

## Administració
| Període | Identitat  | Partit        |
| ------- | ---------- | ------------- |
| 2001-   | André Peta | Divers droite |

## Agermanaments
- Monte Porzio Catone

## Personatges il·lustres
- Taos Amrouche, escriptor amazic en francès, hi va morir.